# Cornelis Vollenhoven

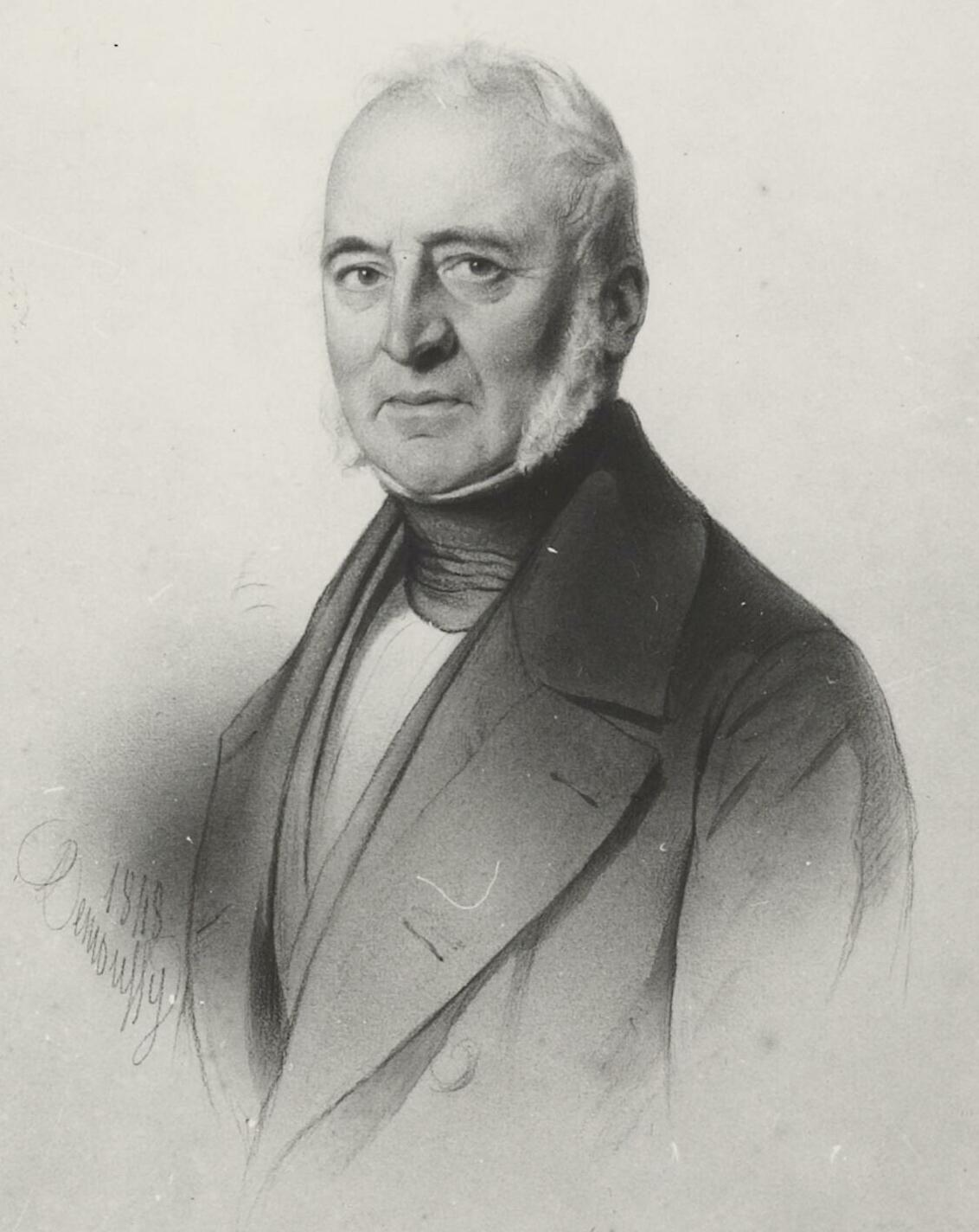
Cornelis Vollenhoven

Cornelis Vollenhoven (Amsterdam, 3 februari 1778 - 's-Gravenhage, 14 november 1849) was een technocratisch Nederlands politicus uit de eerste helft van de negentiende eeuw.
Hij was advocaat en gemeenteambtenaar te Amsterdam. Hij had een in 1811 een rechterlijke functie in Parijs. Van 1813 tot 1818 was hij curator van de Stads Armenscholen. Hierna werd hij het hoofd van de afdeling Armwezen op het ministerie van Binnenlandse Zaken. Daarna bleef hij werkzaam op dat ministerie, hij was daar: commissaris voor Plaatselijke Belangen, administrateur voor het Binnenlands Bestuur, secretaris-generaal, waarnemend minister en uiteindelijk raadadviseur in buitengewone dienst.
Hierna werd hij lid Raad van State in buitengewone dienst.